# 奈良県立高取国際高等学校
奈良県立高取国際高等学校（ならけんりつ たかとり こくさい こうとうがっこう、英: Nara Prefectural Takatori Kokusai High School）は、奈良県高市郡高取町佐田に所在する県立高等学校。

## 概要
2005年（平成17年）に奈良県立高取高等学校が単独改編された際、現在の校名に変更された。校名に「国際」を冠する通り、国際理解教育・英語教育に積極的に取り組む高校である。
SELHiの2004年度（平成16年度）文部科学省研究指定校、指定期間は3年間、2006年度までであった。SELHiに関連して、大学・短期大学との連携も活発である（立命館大学、天理大学、白鳳女子短期大学など）。
海外の姉妹校との交換留学制度や、海外語学旅行、海外への修学旅行なども実施している。

### スクールミッション
地域から学び、地元や国内のみならず、世界で活躍できる人材の育成

### 教育目標
校訓「さとく きよく ゆたかに たくましく」を指針として、知性と感性を磨き、誠実で人間性豊かに、たくましく生きる力を身につけた人材の育成を目指す。

### 教育方針

#### アドミッション・ポリシー
以下のような生徒を積極的に受け入れる。
1. 本校の使命や学力が身に付いており、夢に向かって一生懸命に努力する生徒
2. 旺盛な知的好奇心と、主体的に行動する姿勢を併せ持つ生徒
3. 人権尊重の精神を持ち、人や自然との共生意識が高い生徒[1]

#### カリキュラム・ポリシー
確かな学力・豊かな人間性・健やかな心身の育成と変化する社会に積極的に対応し得る能力・意欲・創造性を養うことを教育方針とし、その実現のために以下の教育を行う。
1. 生徒の進路実現を図るために必要な科目選択が可能なカリキュラムを編成する。
2. 実社会を生き抜く強い心と人を大切にするあたたかい心を育む。
3. 規律ある学校生活を通して、基本的生活習慣と自律的態度を身に付けた生徒を育成する。
4. 様々な文化を理解する力や、幅広い視野と豊かな人権感覚、他者尊重と社会貢献の精神を涵養する。
5. 地域から学び、生徒自らが課題を発見し解決する意欲や能力を育むため、探究的な学びを積極的に取り入れる。
6. 学校行事や課外活動、進路対策講座やガイダンス等を通して視野を広げ、進路を主体的に実現する力を育てる[1]。

#### グラデュエーション・ポリシー
卒業までに以下の資質・能力の育成を目指す。
1. 多様な他者と協働するために必要な資質・能力を備え、より良い社会を形成しようとすることができる。
2. Society5.0の中で、これからも一層変わり続ける世界に対応するために、自ら学び続けることができる。
3. 生涯にわたって自らの健康・安全を維持し、自身のキャリア実現を通して地域社会や国際社会で活躍できる[1]。

#### 校訓
校訓は「さとく」「きよく」「ゆたかに」「たくましく」である。

## 沿革

### 年表
- 1983年（昭和58年）
  - 3月14日 - 昭和57年度第179回定例県議会において、県立第15高等学校の用地取得費及び建設費が承認議決される。
  - 4月1日 - 奈良県教育委員会事務局内に、奈良県立高等学校設置準備事務所を開設。
  - 11月11日 - 校章、制服を制定。
  - 12月13日 - 奈良県立高等学校設置条例の一部を改定する条例の公布により、校名を「奈良県立高取高等学校」と決定。
- 1984年
  - 4月1日 - 奈良県立高取高等学校として開校。
  - 4月11日 - 開校式、第1回入学式を挙行。
  - 6月23日 - 育友会、文化・体育後緩会が発足。
  - 11月11日 - 創立記念日に制定。
  - 12月21日 - 新校舎へ移転。第3学期より新校舎で授業を開始。
- 1985年
  - 4月8日	第1回AFS年間留学生2名来校。
  - 5月1日 - 校歌制定。
  - 5月29日 - 落成式を挙行。
- 1986年年12月20日 - ビーチウッド、シェーカーハイツ両高等学校（アメリカ合衆国）と姉妹校提携。
- 1987年年
  - 3月4日 - アメリカ姉妹校へ第1回留学生派遣。教員・生徒11名。
  - 6月26日 - アメリカ姉妹校より教員・生徒12名来校。
  - 12月10日 - 格技場完成。
- 1992年（平成4年）
  - 4月1日 - 国際科を設置。
  - 12月1日 - コンピュータ教室を設置。
- 1993年11月2日 - 創立10周年記念式典挙行。
- 1994年10月26日 - 「国際交流ホール」落成記念の集い。
- 1999年5月27日 - 扶余高等学校（大韓民国）と姉妹校提携。
- 2001年3月17日 - ボワシ・ダングラ高等学校（フランス共和国）と姉妹校提携。
- 2003年年11月22日 - 創立20周年記念式典を挙行。
- 2005年4月1日 - 条例により奈良県立高取国際高等学校に校名を変更する。国際英語科、国際コミュニケーション科、国際文化科を設置。
- 2013年
  - 4月1日 - 国際文化科に替わり、普通科を設置[4]。
  - 11月9日 - 創立30周年記念式典を挙行。

## 基礎データ

### 所在地
- 奈良県高市郡高取町佐田455-2

### アクセス
- 奈良交通「増屋橋」停留所より西へ約350m（徒歩約6分）
- 近鉄吉野線「飛鳥駅」より南へ約1.1km（徒歩約17分）
- 近鉄吉野線「壷阪山駅」より北へ約1.1km（歩約17分）

### 象徴

#### 校章
学校にほど近い、高取町の子嶋寺所蔵の国宝子島曼荼羅をもとに図案化したものであり、八葉蓮華文に「ペンは剣よりも強し」の意味を託した8本のペンをあしらい、限りなく発展・飛翔しようという心意気を表現している。
また、中央の「高」の字は高取城の力強さを表し、8枚の花びらのデザインと組み合わせることで、「さとく、きよく、ゆたかに、たくましく」育って、人生に大輪の花を咲かせてほしいという願いも込められている。

#### 校歌
作詞は高取高等学校初代校長の的場好之、作曲は北村有縁による。歌詞は3番まであり、各番共に校名の「高取国際高校」が登場する。

#### 制服
冬服
- 指定の紺色ブレザー型上着（2つボタンシングル）または紺色イートン型上着（ファスナー）
- 指定のズボンまたはスカート
- 指定の白無地長袖カッターシャツまたはブラウス
- 指定のネクタイまたはリボン

夏服
- 指定のズボンまたはスカート
- 指定の白無地半袖カッターシャツまたはオーバーブラウス

## 設置する課程、学科及び定員
- 全日制課程
  - 普通科 - 360名（募集人員120名：一般選抜）

国際に関する学科
- - 国際英語科 - 120名（募集人員40名：特色選抜）
  - 国際コミュニケーション科 - 225名（募集人員75名：特色選抜）

- 15名（募集人員5名：帰国生徒等特例措置）

## 部活動

### 運動部
- サッカー部（男子）
- 陸上競技部
- バレーボール部（女子）
- バスケットボール部（女子）
- バスケットボール部（男子）
- 卓球部
- サッカー部（女子）
- 野球部
- 硬式テニス部
- 剣道部
- 合気道部

### 文化部
- ESS部
- 演劇部
- 華道部
- 茶道部
- 写真部
- 書道部
- 筝曲部
- 美術部
- 文芸部
- ボランティア部

### 部局
- 共生文化研究会
- 新聞部
- 吹奏楽部
- 放送部

## 対外関係
国際理解教育に関連し、海外に姉妹校や交流校がある。

### 海外姉妹校
- シェーカー・ハイツ・ハイ・スクール（英語版） - 1986年、姉妹校提携締結
- ビーチウッド・ハイ・スクール（英語版） - 1986年、姉妹校提携締結
- 扶餘高等学校（朝鮮語版） - 1999年、姉妹校提携締結
- リセ・ボワシ・ダングラ - 2001年3月、姉妹校提携締結[5]

### 交流校
- 輔仁情報産業高等学校（朝鮮語版）
- セークリッド・ハート・カレッジ

## 高校関係者と組織

### 高校関係者組織
- 奈良県立高取国際高等学校学校運営協議会 - 保護者、地域住民、校長、関係行政機関の職員の中から委嘱された委員による機関。学校運営及び当該運営への必要な支援に関して協議する。
- 奈良県立高取国際高等学校同窓会 - 卒業生による同窓会組織
- 奈良県立高取国際高等学校育友会 - 生徒保護者による保護者会組織で、会員は入会金及び年会費を納入する。
- 奈良県高等学校PTA協議会 - 奈良県立教育研究所内に事務局を置くPTA協議会。奈良県立高取国際高等学校育友会の会員をもって会員とし、会員は単位PTA分担金として会費を納入する。